# Dzintars Ābiķis
Dzintars Ābiķis (3. juni 1952 i Ventspils i Lettiske SSR) er en lettisk politiker og medlem af det politiske parti Sabiedrība citai politikai (Selskabet for en anden politik). Han er den eneste lettiske politiker, som har siddet i både det Øverste Råd samt alle syv samlinger af Saeima siden genoprettelsen af Letlands uafhængighed.
Dzintars Ābiķis er siden den 18. februar 2000 Kommandør af Trestjerneordenen.